# Pero catalina
Pero catalina là một loài bướm đêm trong họ Geometridae.